# Palmeira (Paraná)
Palmeira es un municipio brasileño del estado de Paraná, próximo la ciudad de Ponta Grossa, famosa por haber sido cuna de la Colonia Cecília. Se localiza a una latitud 25º25'46" sur y a una longitud 50º00'23" oeste, estando a una altitud de 865 metros. Su población estimada en 2010 es de 32.125 habitantes. Posee un área de 1465,1 km². Es considerada como la "Ciudad Clima del Brasil".

## Historia
El núcleo que dio origen al actual municipio de Palmeira surgió gracias al histórico Camino de Sorocaba-Viamão, a finales del siglo XVIII. Inicialmente denominada Freguesia Nova, fue oficialmente elevada a la categoría de parroquia en 1833, bajo la invocación de Nuestra Señora de la Concepción, íntimamente unida a la Freguesia Colada de Tamanduá (de la cual actualmente solo existen ruinas), que se situaba en las cercanías.